# Линия U6 (Берлин)
U6 – линия Берлинского метрополитена. Включает 29 станций, имеет протяжённость 19,9 км, проходит с севера на юг от Тегеля до Мариендорфа.
Имеет так называемый «широкий профиль» колеи.
Во время разделения Берлина обе конечные станции линии находились в Западном Берлине, однако часть пути пролегала через Восточный Берлин, в связи с чем пять станций превратились в так называемые «станции-призраки», поезда следовали без остановки на них.
Частота движения поездов по ветке составляет 4 минуты (5 минут вне пиковых периодов). С 2003 года линия работает круглосуточно, в ночное время поезда следуют с 15-минутным интервалом.